# Neuropsychopharmacology
Neuropsychopharmacology è una rivista scientifica mensile di neuropsicofarmacologia, sottoposta a revisione paritaria e pubblicata dalla Nature Portfolio. Fondata nel 1987, è una delle pubblicazioni ufficiali dell'American College of Neuropsychopharmacology. La rivista tratta tutti gli aspetti della neuropsicofarmacologia, compresa la ricerca clinica e scientifica di base sul cervello e sul comportamento, le proprietà degli agenti che agiscono all'interno del sistema nervoso centrale e il targeting e lo sviluppo dei farmaci. Oltre agli articoli di ricerca primaria e di revisione, la rivista pubblica Brainpod, un podcast che mette in evidenza i contenuti pubblicati e presenta interviste ai loro autori.

## Capiredattori
Si rporta di seguito l'elenco dei capiredattori della rivista:
- J. Christian Gillin (1987-1993),
- Ronald D. Ciaranello (1994),
- Herbert Y. Meltzer (1994-1998),
- Hans C. Fibiger (1995-1998),
- Robert H. Lenox (1999-2001),
- Charles B. Nemeroff (2002-2006),
- James H. Meador-Woodruff (2007-2012),
- William A. Carlezon, Jr. (2013-2022).[1] Dal 2023 sono redattori anche da Tony P. George (Università di Toronto) e Lisa M. Monteggia (Vanderbilt University).

## Indicizzazione
Gli abstract e gli articoli della rivista sono indicizzati da:
- Biological Abstracts[2]
- BIOSIS Previews[2]
- CAB Abstracts[3]
- Chemical Abstracts Service[4]
- Current Contents/Life Sciences[2]
- EBSCO databases[5]
- Embase[6]
- Index Medicus/MEDLINE/PubMed[7]
- PASCAL[5]
- PsycINFO[8]
- Science Citation Index Expanded[2]
- Scopus[9]

Secondo il Journal Citation Reports, nel 2023 la rivista ha avuto un fattore di impatto pari a 6.6.
Al 2025 l'indice H è pari a 258.